# Penstemon stenophyllus
Penstemon stenophyllus är en grobladsväxtart som beskrevs av Asa Gray. Penstemon stenophyllus ingår i släktet penstemoner, och familjen grobladsväxter. Inga underarter finns listade i Catalogue of Life.